# Mora (Svezia)
Mora è una città della Svezia centrale, capoluogo della municipalità omonima: l'insediamento sorge sulle rive del lago Siljan.
Mora è la sede del traguardo della Vasaloppet, la più antica e lunga gara di sci di fondo; la città ha ospitato varie altre competizioni sciistiche minori.